# J. G. Ballard
Pour les articles homonymes, voir Ballard.
James Graham Ballard, plus connu sous la signature J. G. Ballard, est un écrivain de science-fiction et d'anticipation sociale britannique  né le 15 novembre 1930 à Shanghai en Chine et mort le 19 avril 2009 à Londres en Angleterre.

## Biographie
Ballard naît à Shanghai où son père dirige la filiale chinoise d'une grande entreprise de textile britannique basée à Manchester.
Ayant passé son enfance dans la concession internationale de Shanghai, une communauté close pour riches occidentaux, le jeune Jim Ballard reste témoin de la réalité de la ville chinoise. « Si tu t’évanouissais de faim et tombais, personne ne t’aidait, racontait-il à la BBC, en 2003. Tu mourais écrasé par les passants. Shanghai était d’une cruauté brutale. » Lorsque le Japon envahit la Chine en 1937, une bombe tombée dans un parc d’attractions fait mille victimes. C'est l'une des attaques les plus meurtrières de ce genre.
À la suite de l'invasion de la Chine par le Japon, il se trouve emprisonné en 1942 dans un camp de détention pour civils où il restera jusqu'à la fin de la Seconde Guerre mondiale. Il a décrit cette expérience dans son livre semi-autobiographique Empire du soleil, qui a été adapté au cinéma par Steven Spielberg.
Il part en 1946 pour l'Angleterre où il est profondément troublé par le mode de vie britannique qui lui semble détaché des réalités. Il poursuit ses études à la Leys School de Cambridge sans parvenir à s'intégrer parmi les étudiants. Il commence des études de médecine au King's College puis de littérature anglaise à l'université de Londres sans succès. Il découvre à cette époque la psychanalyse et le surréalisme qui le fascineront toute sa vie.
Il exerce alors des petits boulots comme rédacteur dans une agence de publicité et démarcheur en encyclopédies. Il s'engage sur un coup de tête dans l'armée de l'air et part faire son entraînement au Canada. Il écrit à cette époque sa première nouvelle de science-fiction, Passeport pour l'éternité.
Marié en 1955 et jeune père, il gagne difficilement sa vie en travaillant dans une bibliothèque jusqu'à obtenir le poste de rédacteur en chef adjoint d'une revue scientifique, Chemistry and Industry. Sa famille s'agrandit et il part vivre dans la banlieue de Londres à Shepperton en 1960.
Il se met à écrire sérieusement et finit par être publié pour la première fois dans le magazine New Worlds en 1956. Les magazines New Worlds et Science Fantasy publieront alors un grand nombre de ses textes.
Il écrit son premier roman (Le Vent de nulle part) pendant ses deux semaines de congés annuels et obtient un contrat avec l'éditeur Berkley Books. Le livre est publié en 1962.
Parallèlement à ses nouvelles, il écrit plusieurs œuvres de science-fiction post-apocalyptique, dont la trame consiste toujours en une catastrophe naturelle qui ravage la planète, comme Sécheresse et Le Monde englouti.
Il devient l'un des romanciers phares de la nouvelle vague de SF britannique, aux côtés de Brian Aldiss, John Brunner et Christopher Priest, qui abordent de nouveaux thèmes en soignant particulièrement le style.
Lors de premières vacances familiales à l’étranger, Mary, son épouse, est emportée par une pneumonie foudroyante. De retour à Shepperton, cette épouse aimée, enterrée dans un petit cimetière protestant près d’Alicante, n’est plus jamais mentionnée. Jusqu’alors des livres de science-fiction plus traditionnels, les écrits de Ballard s’ancrent dès lors « cinq minutes dans le futur », dans une sorte de « présent visionnaire », une version « augmentée » de notre monde. Dans le dictionnaire Collin, l’adjectif « ballardien » se définit ainsi : « ce qui a trait particulièrement à une modernité dystopique, à des paysages architecturaux désolés et aux effets psychologiques des développements technologiques, sociaux et environnementaux ». La mort aussi brutale qu’absurde de son épouse a créé ce Ballard là. Il s'intéresse alors aux techniques d'écriture expérimentales de William S. Burroughs.
Pendant les années 1970 il écrit La Foire aux atrocités, et surtout sa « trilogie de béton » avec Crash !, L'Ile de béton et I.G.H.. Crash ! est son premier roman célèbre, sur un personnage fasciné par la psychosexualité des accidents de voitures qui entraîne dans ses fantasmes le narrateur qui, comme l'auteur, se nomme Ballard. Crash ! a été adapté au cinéma par David Cronenberg.
Ballard revient sur son passé en 1980 avec l'autobiographique Empire du soleil, adapté ensuite au cinéma par Steven Spielberg, puis publie un roman de science-fiction classique, Rapport sur une station spatiale non identifiée. Fièvre Guerrière traite des manipulations médiatiques.

## Portée et influence de l’œuvre
L'œuvre de Ballard est étrange et sophistiquée et a été très influente. Il explore la face sombre des citadins des grandes mégalopoles, excellant dans la peinture de personnages en apparence normaux, cadres supérieurs, gens policés, qui s'avèrent obsédés par la violence et les perversions sexuelles. Super Cannes se déroule dans un cadre a priori idyllique sur la Côte d'Azur, mais les brillants cadres de multinationales qui y résident se révèlent des sadiques qui organisent des descentes racistes.
On retrouve l'influence de son œuvre dans la musique de groupes de post-punk comme Joy Division, The Human League, The Normal, Anarchist Republic of Bzzz ou John Foxx.

### Hommages
- Tacita Dean, J.G., film présenté en 2013 dans la galerie Marian Goodman à Paris. Ce film évoque Spiral Jetty, une œuvre de Robert Smithson qui fascinait Ballard.
- Le titre de la chanson Drowned World/Substitute for Love de Madonna est inspiré du Monde englouti (The Drowned World).
- Le titre de la chanson Critical Thinking (2025) du groupe Manic Street Preachers cite J. G. Ballard (" (...) a non-descript nowhere land where J. G. Ballard once took a stand").

## Œuvre

### Romans
- Le Vent de nulle part, Casterman, 1977 ((en) The Wind From Nowhere, 1962)
- Le Monde englouti, Denoël, 1964 ((en) The Drowned World, 1962)
- Sécheresse, Casterman, 1975 ((en) The Drought, 1965)
- La Forêt de cristal, Denoël, 1967 ((en) The Crystal World, 1966)
- Crash !, Calmann-Lévy, 1974 ((en) Crash, 1973)
- L'Île de béton ((en) Concrete Island, 1974)
- I.G.H., Calmann-Lévy, 1976 ((en) High Rise, 1975)
- Le Rêveur illimité, Calmann-Lévy, 1980 ((en) The Unlimited Dream Company, 1979)Prix British Science Fiction du meilleur roman 1979
- Salut l'Amérique, Denoël ((en) Hello America, 1981)
- Empire du soleil ((en) Empire of the Sun, Denoël, 1984)Prix James Tait Black Memorial
- Le Jour de la création ((en) The Day of Creation, Flammarion, 1987)
- Le Massacre de Pangbourne, Belfond, 1992 ((en) Running Wild, 1988)Nouvelle traduction titrée Sauvagerie
- La Bonté des femmes ((en) The Kindness of Women, Fayard, 1991)
- La Course au paradis, Denoël, 2010 ((en) Rushing to Paradise, 1994), trad. Bernard Sigaud
- La Face cachée du soleil, Fayard, 1998 ((en) Cocaine Nights, 1996)
- Super-Cannes ((en) Super-Cannes, Fayard, 2000)
- Sauvagerie, Tristram, 2008 ((en) Running Wild, 2002), trad. Robert Louit
- Millenium People ((en) Millenium People, Denoël, 2003)
- Que notre règne arrive, Denoël, 2007 ((en) Kingdom come, 2006), trad. Michelle Charrier
- La vie et rien d'autre, Denoël, 2009 ((en) Miracles of Life, 2008), Autobiographie

### Recueils de nouvelles
- Cauchemar à quatre dimensions, Denoël, 1965 ((en) The four-dimensional Nigthmare, 1963)
- Billenium, Marabout, 1970 ((en) Billenium, 1962)
- La Plage ultime, J'ai lu, 1990 ((en) The Terminal Beach, 1964)
- La Foire aux atrocités, Champ libre, collection Chute libre, 1976 ((en) The atrocity exhibition, 1970)Ré-édité en 1981 aux éditions Jean-Claude Lattès sous le nom Le Salon des horreurs
- Vermilion Sands, Opta, 1975 ((en) Vermilion Sands, 1971)Réédition aux éditions Tristram en 2013
- Appareil volant à basse altitude, Denoël, 1978 ((en) Low-flying Aircraft and others stories, 1976)
- Le Livre d'or de la science-fiction : J. G. Ballard, Presse Pocket, 1980
- Les Chasseurs de Vénus, Denoël, 1984
- Mythes d'un futur proche, Calmann-Lévy, 1984
- La Région du désastre, J'ai lu, 1991
- Fièvre guerrière, Fayard, 1992
- Nouvelles complètes : Volume 1 (1956/1962), Tristram, 2008
- Nouvelles complètes : Volume 2 (1963/1970), Tristram, 2009
- Nouvelles complètes : Volume 3 (1972/1996), Tristram, 2010

### Principales nouvelles
- Le Jardin du temps (The Garden of Time, 1962)
- L'Ultime Plage (1964)
- Champ de bataille (The Killing Ground, 1969)

## Adaptations au cinéma et à la télévision
- Billenium (TV) de Jean de Nesle (1974). Scénario de Jacques Goimard, d'après une nouvelle.
- Empire du soleil de Steven Spielberg (1987)
- Crash de David Cronenberg (1996)
- Aparelho Voador a Baixa Altitude de Solveig Nordlund (Portugal/Suède 2002)[4]
- The Enormous Room (TV), par Richard Curson Smith (2003). D'après la nouvelle publiée dans le magazine de science-fiction Interzone en 1989.
- High-Rise de Ben Wheatley (2015)

### Filmographie
- (en) Shanghai Jim, réalisé par James Runcie, BBC, 1991
- (en) The Unmade films of JG Ballard, réalisé par Chris Petit, 1990
- (en) The Atrocity Exhibition (JG Ballard and the Motorcar), réalisé par Harely Cokliss, 1970